# Arion nobrei
Arion nobrei is een slakkensoort uit de familie van de Arionidae. De wetenschappelijke naam van de soort is voor het eerst geldig gepubliceerd in 1889 door Pollonera.